# Leszek Olejnik
Leszek Franciszek Olejnik (ur. 1955) – polski historyk, doktor habilitowany, wykładowca Uniwersytetu Łódzkiego.
Ukończył w 1978 studia magisterskie na kierunku historia na Wydziale Filozoficzno-Historycznym UŁ. W 1985 został doktorem nauk humanistycznych w zakresie historii, na podstawie rozprawy Łódzki ośrodek prasowy wobec przemian politycznych w Polsce w latach 1945–1949 (promotor – doc. dr hab. Stefan Wojtkowiak). W 2003 został doktorem habilitowanym nauk humanistycznych w zakresie historii; specjalność: historia Polski po II wojnie światowej, na podstawie pracy: Polityka narodowościowa Polski w latach 1944–1960.

## Publikacje książkowe
- Grand Hotel w Łodzi 1888–1988, Łódź 1988, (współautorzy: Kazimierz Badziak i Bolesław Pełka).
- Polityka narodowościowa Polski w latach 1944–1960, Łódź 2003.
- Zdrajcy Narodu? Losy volksdeutschów w Polsce po II wojnie światowej, Warszawa 2006.